# 緑色党
緑色党（りょくしょくとう、朝鮮語: 녹색당）は、韓国における緑の党。2012年3月4日結成。2012年10月13日から2014年2月19日までは緑色党+（りょくしょくとうぷらす、朝鮮語: 녹색당더하기、ノクセクタンドハギ）を党名としていた。

## 沿革

### 緑色党の結成
2011年3月11日、日本で発生した福島第一原子力発電所事故をきっかけに高まった脱原発の機運を背景に緑色党結成への準備が進められた。2011年10月に創党準備委員会を発足させ、各地で政党の結成に必要な党支部づくりを進め、2012年4月の第19代総選挙を前にした3月4日に創党大会を開いた。国会議員からの参加者はなかったが、無所属の地方議員2名が合流した。
創党大会では、党首にあたる共同運営委員長に金ソクボン前環境運動連合代表と、李ヒョンジュ創党準備委員が選出された。同時に採択された綱領で緑色党を「成長と物神主義、経済至上主義を超える政党」「化石燃料を超える太陽と風の政党」「緑色価値の政党」「反政党の政党」と定義した上で、「生態的知恵」「社会正義」「直接参与草の根民主主義」「非暴力平和」「持続可能性」「多様性尊重」を掲げた。
4月の総選挙では、古里原子力発電所がある釜山広域市海雲台区・機張郡乙選挙区とハヌル（旧蔚珍）原子力発電所がある慶尚北道蔚珍郡・盈徳郡・英陽郡・奉化郡選挙区で候補を擁立する他、比例代表にも候補を3名擁立した。しかし、地域区候補は全て落選、比例代表でも0.43%の支持に留まり議席を得ることはできなかった。

### 解党そして緑色党+結成
選挙直後、政党法の規定（議席を得られずかつ得票率2%未満の場合における政党登録取り消し）に基づき、政党登録が取り消された。しかし「緑の党の価値と政策、そして組織はそのまま存在し、地域と党員の意見をまとめて新しく始める」として改めて再創党の手続きを進めることを明らかにした。解散後、「緑色党+」（녹색당 더하기）の名称で創党準備委員会を登録した。そして9月8日の京畿道を皮切りに地域党を発足させ、10月13日に「緑色党+」として創党大会を開催した。大会には日本と台湾における緑の党（緑の党・台湾緑党）の関係者が来賓として参加し、日・韓・台の「緑の党」の間で交流を図っていくことで一致した。

### 違憲判決と「緑色党」名称回復
2012年当時の政党法における規定では登録取消し政党の名称は任期満了による次期国会議員選挙まで使用することができなかったため、「緑色党+」（略称：緑色党）の名称で政党登録をしており、同条項は新生政党の成長を妨げる規定だとして、進歩新党（現・労働党）等と共に2012年5月3日に行政訴訟を提起した。訴えを受け入れたソウル行政法院からの違憲法律審判提案を受けた憲法裁判所は2014年1月28日、得票率2%未満の政党登録取消し規定と登録取消し政党の名称使用禁止の政党法規定に対し違憲の決定を下した。違憲決定を受け、「遅かったが決定を歓迎する」とした旨のコメントを発表、同年6月に行われる統一地方選挙では「緑色党」で候補者登録を行って選挙を戦うことも明らかにした。2月19日、中央選挙管理委員会は先の違憲判決を受け、党名を「緑色党」に変更する旨の公告を行った。同年6月に行われた全国同時地方選挙では党の拠点である洪城郡から出馬した候補者も含め、候補者全員が落選した。
2016年4月の総選挙では、地域区候補は全て落選、比例でも得票率0.76%（得票数18万2301票）を得て前回選挙の0.48%（10万3842票）よりも躍進したものの、阻止条項（得票率3%又は地域区で5名以上当選）を突破できず、議席を得ることはできなかった。

### 緑色正義党
2024年の第22代総選挙を前に、緑色党は正義党と合意を交わした。これにより、正義党が2024年1月30日に党名を緑色正義党に変更し、2月2日に緑色党の主要人物が合流する形で選挙のための政党連合を構成した。しかし4月10日の投開票の結果、緑色正義党は全員が落選したため、政党連合は解消された。

## 綱領
- 生態的知恵と社会正義
- 直接参加型民主主義
- 持続可能性
- 非暴力平和
- 多様性擁護
- 地球的行動と国際連帯

## 党勢推移
| 代           | 年月日        | 議席数 | 議席数 | 議席数   | 得票率 （政党得票） |
| 代           | 年月日        | 合計   | 地域区 | 比例代表 | 得票率 （政党得票） |
| ------------ | ------------- | ------ | ------ | -------- | ------------------- |
| 第19代総選挙 | 2012年4月11日 | 0      | 0      | 0        | 0.48%               |
| 第20代総選挙 | 2016年4月13日 | 0      | 0      | 0        | 0.76%               |

| 代    | 年月日       | 広域 団体長 | 基礎 団体長 | 広域議会 | 広域議会 | 広域議会 | 基礎議会 | 基礎議会 | 基礎議会 |
| 代    | 年月日       | 広域 団体長 | 基礎 団体長 | 合計     | 地域区   | 比例代表 | 合計     | 地域区   | 比例代表 |
| ----- | ------------ | ----------- | ----------- | -------- | -------- | -------- | -------- | -------- | -------- |
| 第6回 | 2014年6月4日 | 0           | 0           | 0        | 0        | 0        | 0        | 0        | 0        |